# Analameranareservaat
Het Analameranareservaat is een beschermd natuurgebied van 347 km², gelegen westelijk in de regio Diana en oostelijk in de regio Sava in Madagaskar. Analamerana werd in 1956 geklasseerd als Réserve Spéciale door de Direction des Eaux et Forêts.

## Ligging en klimaat
Het reservaat bevindt zich in het noordoosten van Madagaskar, 20 kilometer ten zuidoosten van Antsiranana en het Nationaal park Montagne d'Ambre. Het reservaat strekt zich over een oppervlakte van 34.700 hectare tussen de Indische Oceaan en het Ankarana-Analameranamassief. Het gebied bestaat grotendeels uit droge loofbossen die nog weinig ontdekt zijn en rotsformaties tot 648 meter hoogte. Het reservaat wordt in het zuiden begrensd door de Ilokyrivier en de Irodorivier in het noorden. Doorheen het reservaat vloeien acht rivieren die een belangrijke waterbevoorrading betekenen voor de bevolking van Anivorano Nord, Sadjoavato en Ankarongana. Het klimaat is warm en vochtig met een droog seizoen van juni tot augustus met een gemiddelde temperatuur tussen 20 en 30 °C.

## Fauna
Het Analameranareservaat is het enige leefgebied van de Perriers sifaka (Propithecus perrieri). Andere endemische diersoorten die voorkomen in het reservaat zijn de Sanfords maki en de noordelijke ringstaartmangoest (Galidia elegans dambrensis). Het is ook het leefgebied van enkele zeldzame vogels zoals de Madagaskarralreiger en Van Dams vanga.

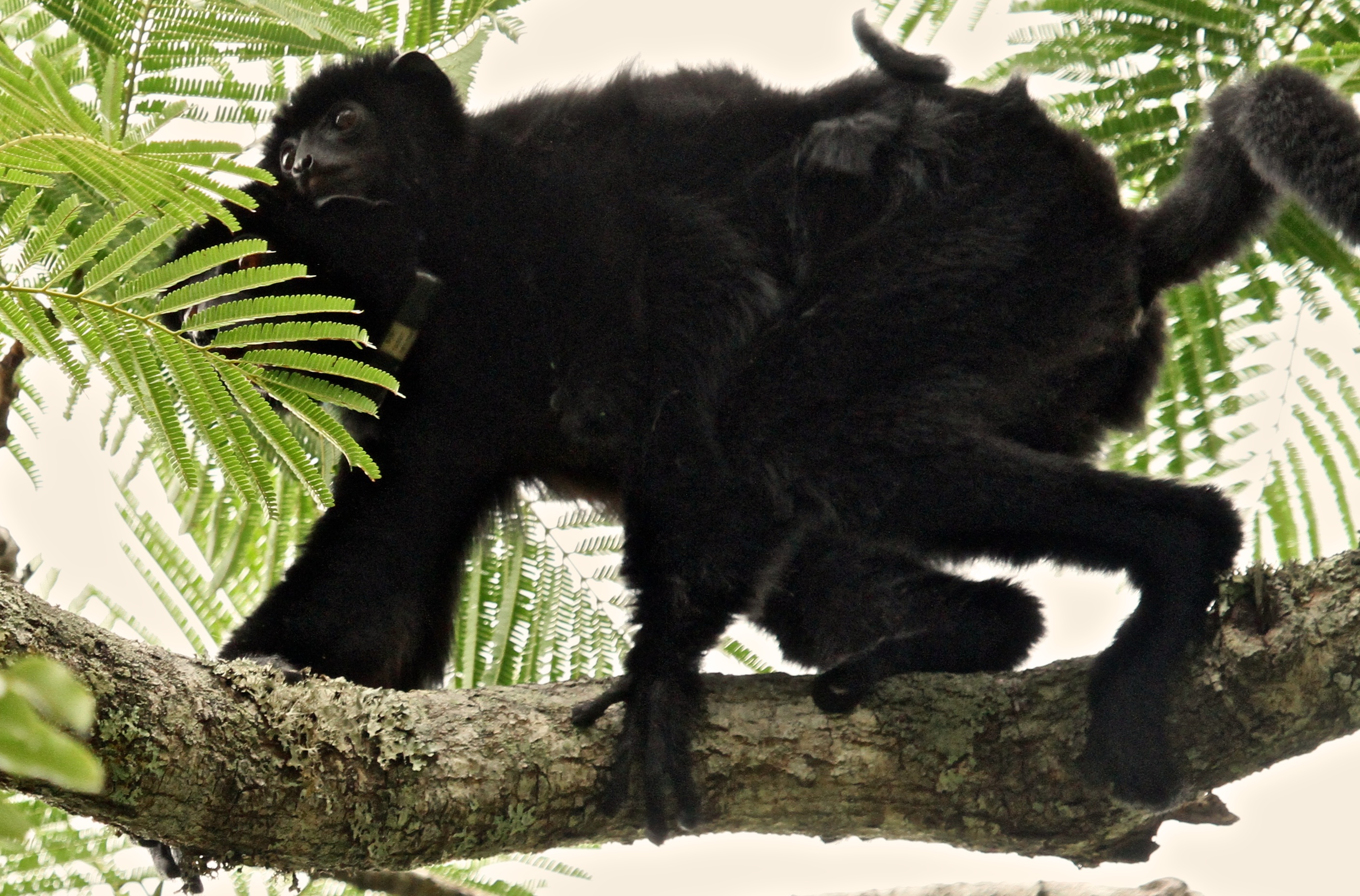
Perriers sifaka
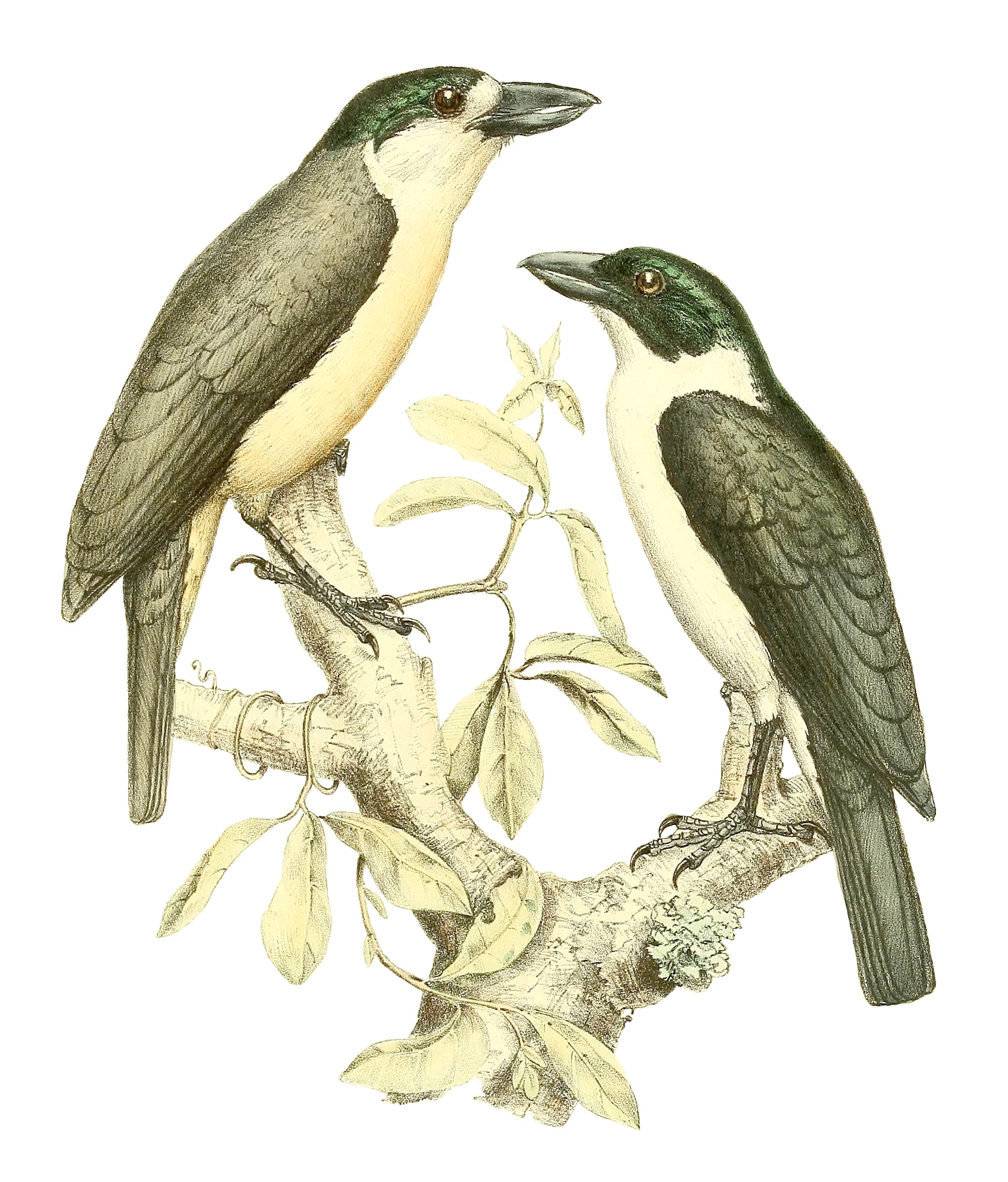
Van Dams vanga
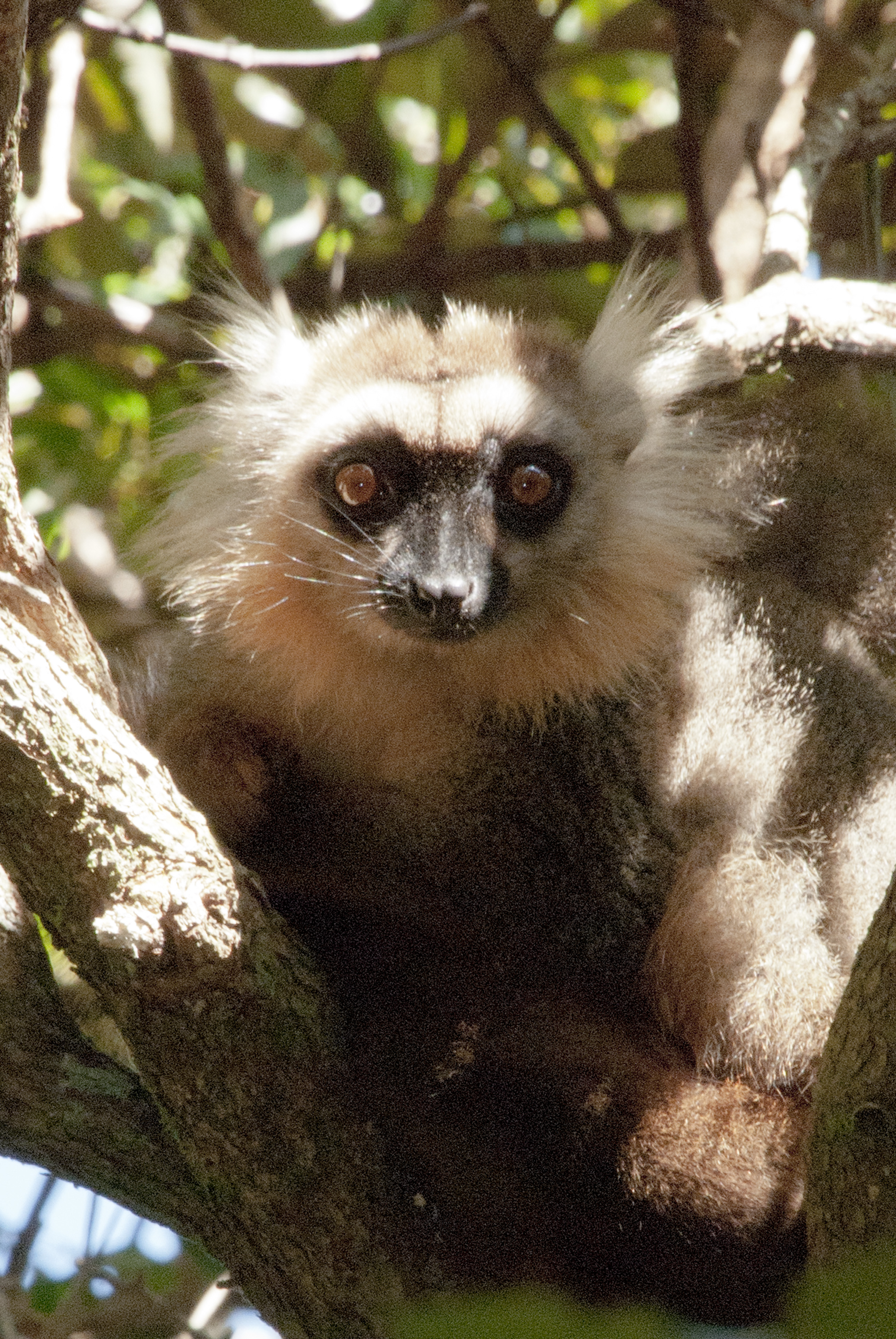
Sanfords maki

## Flora
In het reservaat bevinden zich drie van de zeven gekende soorten baobabs in Madagaskar, de Baobab van Perrier (Adansonia perrieri), Malagassische baobab (Adansonia madagascariensis) en Suarez baobab (Adansonia suarezensis). Er groeien ook verschillende palmbomen en wilde koffieplanten zoals de Coffea saharenanensis.

## Bijgeloof
Een lokale fady in het Analameranareservaat zegt dat het niet veilig is om er te werken op een dinsdag (Fady miasa Talata).
Anja Community Reserve ·
Berenty-reservaat ·
Renialareservaat ·
Kirindy Forest ·
Zoölogisch park van Ivoloina